# Padurenan (Gunung Sindur)
Padurenan is een bestuurslaag in het regentschap Bogor van de provincie West-Java, Indonesië. Padurenan telt 8585 inwoners (volkstelling 2010).